# FC Vujadin Boškov
Das FC Vujadin Boškov (serbisch-kyrillisch ФЦ Вујадин Бошков) ist das Trainingsgelände und Sitz der Sportska akademija FK Vojvodina (Спортска академија ФК Војводина; serbisch für „Sportakademie FK Vojvodina“), der Jugendakademie des serbischen Fußballvereins FK Vojvodina aus Novi Sad. Auch die Geschäftsstelle des Vereins ist dort beheimatet. Der Sportkomplex liegt in Veternik, einem Vorort von Novi Sad, und gehört zu den modernsten seiner Art, besonders in Südosteuropa. Das Trainingsgelände wurde nach Vujadin Boškov benannt, einem ehemaligen jugoslawischen Fußballspieler und -trainer. Die Jugendakademie selbst trägt auch den Namen Omladinska škola Ilija Pantelić (Омладинска школа Илија Пантелић; „Jugendschule Ilija Pantelić“), benannt nach dem ehemaligen jugoslawischen Fußballspieler und -trainer Ilija Pantelić. Aus der Jugendakademie selbst gingen zahlreiche Talente hervor, darunter Miloš Krasić und Gojko Kačar, sowie in den letzten Jahren Dušan Tadić, Slobodan Medojević, Mijat Gaćinović oder Sergej Milinković-Savić.

## Geschichte
Das Trainingsgelände wurde in den frühen 1970er Jahren auf Initiative von Vujadin Boškov errichtet, einem ehemaligen jugoslawischen Fußballspieler und Fußballtrainer. Es befindet sich in Veternik, einem Vorort von Novi Sad. Das Trainingsgelände erhielt fünf Fußballfelder und bot Bedingungen auf allerhöchstem Niveau. In den folgenden drei Jahrzehnten wurde jedoch kaum noch in die Instandhaltung der Anlage investiert, wodurch es renovierungsbedürftig wurde. 2006 renovierte der FK Vojvodina schließlich das Trainingsgelände für 2 Millionen Euro und benannte es offiziell nach dessen Initiator Vujadin Boškov. Heute umfasst die gesamte Anlage eine Gesamtfläche von 88.600 Quadratmeter (m²), davon sind 3.600 m² Baufläche und 85.000 m² Freiland. Letzteres umfasst sechs Fußballfelder, wovon einer mit Kunstrasen belegt ist. Diese werden von der A-Mannschaft und sieben jüngeren Kategorien genutzt. Die Jugendmannschaften werden dabei von etwa 20 Trainern betreut. Zwei Plätze sind zudem mit Tribünen ausgestattet, wobei der Hauptplatz aufgrund von Flutlichtern auch bei Nacht genutzt werden kann.
Für die Unterbringung der Spieler sowie des Trainerstabs sind acht Doppelzimmer, sieben Dreibettzimmer und zwei Luxussuiten vorhanden. Jede der Einheiten verfügt über eine moderne Ausstattung. Moderne Freizeiteinrichtungen und zwei Pressezentren sind ebenfalls vorhanden. Eine Küche und ein Restaurant versorgt die Profimannschaft sowie alle jüngeren Kategorien über das gesamte Jahr. Das FC Vujadin Boškov verfügt zudem über alle Segmente, die für das Funktionieren eines Vereins auf europäischer Ebene notwendig sind, wie z. B. Umkleideräume, Fitnessräume, ein medizinisches Zentrum, ein Lager und eine Wäscherei. Die gesamte Anlage wird von qualifiziertem Personal verwaltet, ein Sicherheitsdienst ist ebenfalls vorhanden. Hinsichtlich der Funktionalität, der Architektur und der Ausstattung gehört das FC Vujadin Boškov zu den modernsten Trainingsgeländen, besonders in Südosteuropa.
2015 wurde nochmal der visuelle Eindruck des Geländes verbessert.

## Bekannte Absolventen

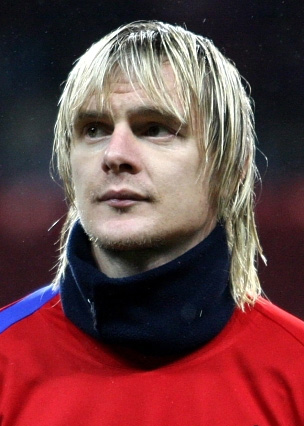
Vojvodina-Absolvent Miloš Krasić.

Aus der Jugendakademie gingen zahlreiche Talente hervor, darunter mit Srđan Babić, Mijat Gaćinović, den Brüdern Sergej- und Vanja Milinković-Savić sowie Radovan Pankov gleich fünf Spieler der serbischen U-20-Auswahl, die 2015 in Neuseeland die Weltmeisterschaft gewann. Auch zum Kader der serbischen U-19-Auswahl, die 2013 in Litauen die Europameisterschaft gewann, gehörten neben Gaćinović, Sergej Milinković-Savić auch Dejan Meleg den Europameistern an. 
| - Danijel Aleksić - Vlada Avramov - Srđan Babić - Vujadin Boškov - Željko Brkić - Mijat Gaćinović - Gojko Kačar | - Miloš Krasić - Slobodan Medojević - Dejan Meleg - Sergej Milinković-Savić - Vanja Milinković-Savić - Ognjen Mudrinski - Radovan Pankov | - Nemanja Radoja - Milan Stepanov - Miroslav Stevanović - Damir Stojak - Dušan Tadić - Žarko Nikolić - Todor Veselinović |